# Novoapostolska crkva
Novoapostolska crkva (njem. Neuapostolische Kirche) je vjerska zajednica nastala odvajanjem od Katoličke apostolske crkve (tzv. irvingisti). Crkvu je osnovao Friedrich Wilhelm Schwartz 1863. godine u Hamburgu. Zajednice se nalaze uglavnom u Njemačkoj i nekim afričkim zemljama. Novoapostolska crkva je protestanska zajednica u kojoj se još uvijek imenuju apostoli (u neograničenom broju). Crkvu predvodi veleapostol sa sjedištem u Zürichu. Tri su sakramenta koja se mogu dobiti u Novoapostolskoj crkvi: krštenje, pričest i konfirmacija (analogno potvrdi u Katoličkoj crkvi). Broj pripadnika Novoapostolske crkve diljem svijeta iznosi oko 8,8 milijuna članova.
Osnovni cilj ove vjerske zajednice je ujedinjenje svih kršćanskih zajednica u jednu kršćansku vjeru. U ovoj zajednici ne postoje svećeničke halje niti crkvene relikvije, jedini simbol je križ koji izranja iz vode dok iza njega stoji Sunce.
Hijerarhijski, osnovne organizacijske jedinice zajednice jesu općine koje obuhvaćaju više objekata, općine su ujedinjene u kotare na čijem su čelu kotarski apostoli, glavno vođenje svih novoapostolskih općina pripada veleapostolu. U zajednici je dozvoljeno pušenje, alkohol kao i abortusi.

## Vanjske poveznice
- Međunarodna Novoapostolska crkva